# Prionospio lighti
Prionospio lighti är en ringmaskart som beskrevs av Maciolek 1985. Prionospio lighti ingår i släktet Prionospio och familjen Spionidae. Inga underarter finns listade i Catalogue of Life.